# Championnat féminin du COSAFA 2021
Navigation
2020 2022
Le Championnat féminin du COSAFA 2021 est la neuvième édition de cette compétition organisée par la COSAFA. 
Les matchs se déroulent du 28 septembre 2021 au 9 octobre 2021 en Afrique du Sud.
La compétition est remportée par la Tanzanie qui bat en finale le Malawi.

## Participants
- Afrique du Sud (nation organisatrice)
- Angola
- Botswana
- Eswatini
- Malawi
- Mozambique
- Namibie
- Ouganda (nation invitée)
- Soudan du Sud (nation invitée)
- Tanzanie (nation invitée)
- Zambie
- Zimbabwe

## Phase de groupes
Les équipes sont réparties en trois groupes de quatre. Les vainqueurs de chaque groupe ainsi que le meilleur deuxième se qualifient pour la phase finale.
La composition des groupes est la suivante :
- Groupe A : 
  -  Afrique du Sud
  -  Angola
  -  Malawi
  -  Mozambique
- Groupe B : 
  -  Botswana
  -  Soudan du Sud
  -  Tanzanie
  -  Zimbabwe
- Groupe C : 
  -  Eswatini
  -  Namibie
  -  Ouganda
  -  Zambie

Légende des classements
- Qualifié pour les demi-finales
- Forfait

### Groupe A
| Rang | Équipe         | Pts | J | G | N | P | Bp | Bc | Diff |  | Résultats      |  |     |     |     |
| ---- | -------------- | --- | - | - | - | - | -- | -- | ---- |  | -------------- |  | --- | --- | --- |
| 1    | Afrique du Sud | 7   | 3 | 2 | 1 | 0 | 5  | 2  | +3   |  | Afrique du Sud |  | 2-1 | 0-0 | 3-1 |
| 2    | Malawi         | 6   | 3 | 2 | 0 | 1 | 6  | 4  | +2   |  | Malawi         |  |     | 2-0 | 3-2 |
| 3    | Angola         | 2   | 3 | 0 | 2 | 1 | 2  | 4  | -2   |  | Angola         |  |     |     | 2-2 |
| 4    | Mozambique     | 1   | 3 | 0 | 1 | 2 | 5  | 8  | -3   |  | Mozambique     |  |     |     |     |

### Groupe B
| Rang | Équipe        | Pts | J | G | N | P | Bp | Bc | Diff |  | Résultats     |  |     |     |     |
| ---- | ------------- | --- | - | - | - | - | -- | -- | ---- |  | ------------- |  | --- | --- | --- |
| 1    | Tanzanie      | 9   | 3 | 3 | 0 | 0 | 8  | 0  | +8   |  | Tanzanie      |  | 3-0 | 2-0 | 3-0 |
| 2    | Zimbabwe      | 6   | 3 | 2 | 0 | 1 | 5  | 4  | +1   |  | Zimbabwe      |  |     | 3-0 | 2-1 |
| 3    | Botswana      | 3   | 3 | 1 | 0 | 2 | 7  | 5  | +2   |  | Botswana      |  |     |     | 7-0 |
| 4    | Soudan du Sud | 0   | 3 | 0 | 0 | 3 | 1  | 12 | -11  |  | Soudan du Sud |  |     |     |     |

### Groupe C
| Rang | Équipe   | Pts | J | G | N | P | Bp | Bc | Diff |  | Résultats |  |     |     |     |
| ---- | -------- | --- | - | - | - | - | -- | -- | ---- |  | --------- |  | --- | --- | --- |
| 1    | Zambie   | 9   | 3 | 3 | 0 | 0 | 9  | 0  | +9   |  | Zambie    |  | 1-0 | 3-0 | 5-0 |
| 2    | Ouganda  | 4   | 3 | 1 | 1 | 1 | 5  | 2  | +3   |  | Ouganda   |  |     | 0-0 | 5-1 |
| 3    | Namibie  | 4   | 3 | 1 | 1 | 1 | 1  | 3  | -2   |  | Namibie   |  |     |     | 1-0 |
| 4    | Eswatini | 0   | 3 | 0 | 0 | 3 | 1  | 11 | -10  |  | Eswatini  |  |     |     |     |

### Meilleurs deuxièmes
| Rang | Équipe   | Pts | J | G | N | P | Bp | Bc | Diff |
| ---- | -------- | --- | - | - | - | - | -- | -- | ---- |
| 1    | Malawi   | 6   | 3 | 2 | 0 | 1 | 6  | 4  | +2   |
| 2    | Zimbabwe | 6   | 3 | 2 | 0 | 1 | 5  | 4  | +1   |
| 3    | Ouganda  | 4   | 3 | 1 | 1 | 1 | 5  | 2  | +3   |

## Phase finale
En cas d'égalité à l'issue du temps réglementaire, on procède directement à la séance de tirs au but.
Pour la première fois de l'histoire de la compétition, l'Afrique du Sud n'est pas présente en finale.
|  | Demi-finales   | Demi-finales   | Demi-finales | Demi-finales |                               |          | Finale | Finale | Finale | Finale |
|  |                |                |              |              |                               |          |        |        |        |        |
|  |                |                |              |              |                               |          |        |        |        |        |
|  | Tanzanie       | Tanzanie       | 1            | 3tab         |                               |          |        |        |        |        |
|  | Tanzanie       | Tanzanie       | 1            | 3tab         |                               |          |        |        |        |        |
|  | Zambie         | Zambie         | 1            | 2            |                               |          |        |        |        |        |
|  | Zambie         | Zambie         | 1            | 2            | Tanzanie                      | Tanzanie | 1      | 1      |        |        |
|  |                |                |              |              | Tanzanie                      | Tanzanie | 1      | 1      |        |        |
|  |                |                | Malawi       | Malawi       | 0                             | 0        |        |        |        |        |
|  | Afrique du Sud | Afrique du Sud | Malawi       | Malawi       | 0                             | 0        | 2      | 2      |        |        |
|  | Afrique du Sud | Afrique du Sud |              |              |                               |          |        | 2      |        |        |
|  | Malawi         | Malawi         | 3            | 3            |                               |          |        |        |        |        |
|  | Malawi         | Malawi         | 3            | 3            | Match pour la troisième place |          |        |        |        |        |
|  |                |                |              |              |                               |          |        |        |        |        |
|  |                |                |              |              |                               |          |        |        |        |        |
|  | Zambie         | Zambie         | 1            | 4tab         |                               |          |        |        |        |        |
|  | Zambie         | Zambie         | 1            | 4tab         |                               |          |        |        |        |        |
|  | Afrique du Sud | Afrique du Sud | 1            | 3            |                               |          |        |        |        |        |
|  | Afrique du Sud | Afrique du Sud | 1            | 3            |                               |          |        |        |        |        |

## Statistiques

### Meilleures buteuses de la compétition
Classement final
5 buts
- Sibulele Holweni (en)

4 buts
- Lubandji Ochumba (en)

3 buts
- Refilwe Tholakele
- Sabinah Thom (en)
- Stumai Athuman
- Grace Chanda

2 buts
- Melinda Kgadiete
- Cidalia Cuta
- Cina Manuel
- Hasifa Nassuna
- Donisia Minja
- Mwanahamisi Shurua
- Margaret Belemu
- Rudo Neshamba

1 but
- Noxolo Cesane
- Zeferina Caupe
- Yara Lima
- Balothanyi Johannes
- Masego Montsho (en)
- Lesego Radiakanyo (en)
- Mokgabo Thanda
- Celiwe Nkambule
- Fazila Chembekezo
- Limbikani Chikupira
- Zainab Kapanda
- Ireen Khumalo
- Wezzie Mvula (en)
- Madyina Nguluwe
- Albertina Pondja
- Lovisa Mulunga
- Riticia Nabbosa
- Joan Nabirye
- Sandra Nabweteme (en)
- Chieng Riek
- Aisha Masaka
- Enekia Kasonga
- Esther Mukwasa (en)
- Mary Wilombe (en)
- Emmaculate Msipa
- Privilege Mupeti
- Marjory Nyaumwe

1 but contre son camp
- Lushomo Mweemba (contre la Tanzanie)

## Récompenses
Les récompenses suivantes sont attribuées à l'issue de la compétition :
| Prix                | Vainqueur                 |
| ------------------- | ------------------------- |
| Meilleure joueuse   | Amina Bilali              |
| Meilleure buteuse   | Sibulele Holweni (5 buts) |
| Meilleure gardienne | Petronela Musole          |
| Prix du fair-play   | Zambie                    |